# Ikamiut
Ikamiut è un piccolo villaggio della Groenlandia di 88 abitanti (gennaio 2005). Si trova su una piccola penisola della Baia di Disko poco distante da Aasiaat, a 68°38'N 51°50'O; appartiene al comune di Qeqertalik.